# Lilium saccatum
Lilium saccatum ist eine Pflanzenart aus der Gattung der Lilien (Lilium) in der Sektion Sinomartagon innerhalb der Familie der Liliengewächse (Liliaceae).

## Beschreibung
Lilium saccatum erreicht Wuchshöhen zwischen 20 und 30 Zentimetern. Die eiförmige Zwiebel hat einen Durchmesser von rund 2 Zentimetern, die lanzettlichen Schuppen sind blassbraun, 2,5 Zentimeter lang und 7 Millimeter breit. Die meist verteilt, gelegentlich allerdings zu mehreren gehäuft und annähernd wirtelförmig stehenden Blätter sind eiförmig bis elliptisch-lanzettlich, 2 bis 4 Zentimeter lang und 8 bis 12 Millimeter breit.
Im Juli werden endständige, nickende und glockenförmige Einzelblüten gebildet. Die am Ansatz sackförmigen Blütenhüllblätter sind purpurrot und dunkel gefleckt, schmal elliptisch und zwischen 2,3 und 2,5 Zentimeter lang und 8 bis 9 Millimeter breit. Die Nektarien sind nicht papillös.
Die zueinander gebogenen Staubfäden sind 1 bis 1,2 Zentimeter lang und haarlos, die Staubbeutel rund 6 Millimeter lang. Der purpurrote, zylindrische Fruchtknoten ist 8 bis 10 Millimeter lang und 2 bis 3 Millimeter breit, der Griffel 8 bis 9 Millimeter lang. Die Narbe ist geschwollen und oberflächlich dreilappig modelliert.

## Verbreitung
Die Art wurde bisher nur im Südosten der chinesischen Provinz Xizang im Kreis Mainling in Höhenlagen um 3900 Meter auf Böschungen in Buschland und Wiesen nachgewiesen.

## Taxonomie
Lilium saccatum wurde 1987 von Sung Yun Liang in Flora Xizangica Band 5 Seite 540 erstbeschrieben. Der Name bezieht sich auf die am Ansatz sackförmigen Blütenhüllblätter. Nach POWO ist die Art synonym mit Lilium souliei (Franch.) Sealy.